# Atletika na Letních olympijských hrách 1960
Atletika na Letních olympijských hrách v roce 1960, které se konaly v Římě, zahrnovala 34 atletických disciplín, z toho 24 pro muže a 10 pro ženy. Celkem bylo uděleno 102 medailí (34 zlatých, 35 stříbrných, 33 bronzových).

## Muži
| Disciplína               | Zlato                                                                                           | Stříbro                                                                                           | Bronz                                                                                         |
| 100 m                    | Armin Hary · Tým sjednoceného Německa (EUA)                                                     | Dave Sime · Spojené státy americké (USA)                                                          | Peter Radford · Velká Británie (GBR)                                                          |
| 200 m                    | Livio Berrutti · Itálie (ITA)                                                                   | Lester Carney · Spojené státy americké (USA)                                                      | Abdoulaye Seye · Francie (FRA)                                                                |
| 400 m                    | Otis Davis · Spojené státy americké (USA)                                                       | Carl Kaufmann · Tým sjednoceného Německa (EUA)                                                    | Malcolm Spence · Jihoafrická unie (RSA)                                                       |
| 800 m                    | Peter Snell · Nový Zéland (NZL)                                                                 | Roger Moens · Belgie (BEL)                                                                        | George Kerr · Britská Západní Indie (BWI)                                                     |
| 1500 m                   | Herb Elliott · Austrálie (AUS)                                                                  | Michel Jazy · Francie (FRA)                                                                       | István Rózsavölgyi · Maďarsko (HUN)                                                           |
| 5000 metrů               | Murray Halberg · Nový Zéland (NZL)                                                              | Hans Grodotzki · Tým sjednoceného Německa (EUA)                                                   | Kazimierz Zimny · Polsko (POL)                                                                |
| 10 000 metrů             | Pjotr Bolotnikov · Sovětský svaz (URS)                                                          | Hans Grodotzki · Tým sjednoceného Německa (EUA)                                                   | David Power · Austrálie (AUS)                                                                 |
| 110 m překážek           | Lee Calhoun · Spojené státy americké (USA)                                                      | William May · Spojené státy americké (USA)                                                        | Hayes Jones · Spojené státy americké (USA)                                                    |
| 400 metrů překážek       | Glenn Davis · Spojené státy americké (USA)                                                      | Clifton Cushman · Spojené státy americké (USA)                                                    | Dick Howard · Spojené státy americké (USA)                                                    |
| 3000 m překážek          | Zdzisław Krzyszkowiak · Polsko (POL)                                                            | Nikolaj Sokolov · Sovětský svaz (URS)                                                             | Semjon Ržiščin · Sovětský svaz (URS)                                                          |
| 4 × 100 m štafeta        | Tým sjednoceného Německa (EUA) · Bernd Cullmann · Armin Hary · Walter Mahlendorf · Martin Lauer | Sovětský svaz (URS) · Gusman Kosanov · Leonid Barteněv · Jurij Konovalov · Edvin Ozolin           | Velká Británie (GBR) · Peter Radford · David Jones · David Segal · Nick Whitehead             |
| 4 × 400 m štafeta        | Spojené státy americké (USA) · Jack Yerman · Earl Young · Glenn Davis · Otis Davis              | Tým sjednoceného Německa (EUA) · Manfred Kinder · Joachim Reske · Johannes Kaiser · Carl Kaufmann | Britská Západní Indie (BWI) · George Kerr · James Wedderburn · Keith Gardner · Malcolm Spence |
| Chůze na 20 km (silnice) | Vladimir Golubničij · Sovětský svaz (URS)                                                       | Noel Freeman · Austrálie (AUS)                                                                    | Stan Vickers · Velká Británie (GBR)                                                           |
| Chůze na 50 km (silnice) | Don Thompson · Velká Británie (GBR)                                                             | John Ljunggren · Švédsko (SWE)                                                                    | Abdon Pamich · Itálie (ITA)                                                                   |
| Maratonský běh           | Abebe Bikila · Etiopie (ETH)                                                                    | Rhadi Ben Abdesselam · Maroko (MAR)                                                               | Barry Magee · Nový Zéland (NZL)                                                               |
| Skok do dálky            | Ralph Boston · Spojené státy americké (USA)                                                     | Irvin Roberson · Spojené státy americké (USA)                                                     | Igor Ter-Ovanesjan · Sovětský svaz (URS)                                                      |
| Trojskok                 | Józef Szmidt · Polsko (POL)                                                                     | Vladimir Gorjajev · Sovětský svaz (URS)                                                           | Vitold Krejer · Sovětský svaz (URS)                                                           |
| Skok do výšky            | Robert Šavlakadze · Sovětský svaz (URS)                                                         | Valerij Brumel · Sovětský svaz (URS)                                                              | John Thomas · Spojené státy americké (USA)                                                    |
| Skok o tyči              | Don Bragg · Spojené státy americké (USA)                                                        | Ron Morris · Spojené státy americké (USA)                                                         | Eeles Landström · Finsko (FIN)                                                                |
| Vrh koulí                | Bill Nieder · Spojené státy americké (USA)                                                      | Parry O'Brien · Spojené státy americké (USA)                                                      | Dallas Long · Spojené státy americké (USA)                                                    |
| Hod diskem               | Al Oerter · Spojené státy americké (USA)                                                        | Rink Babka · Spojené státy americké (USA)                                                         | Dick Cochran · Spojené státy americké (USA)                                                   |
| Hod kladivem             | Vasilij Ruděnkov · Sovětský svaz (URS)                                                          | Gyula Zsivótzky · Maďarsko (HUN)                                                                  | Tadeusz Rut · Polsko (POL)                                                                    |
| Hod oštěpem              | Viktor Cybulenko · Sovětský svaz (URS)                                                          | Walter Krüger · Tým sjednoceného Německa (EUA)                                                    | Gergely Kulcsár · Maďarsko (HUN)                                                              |
| Desetiboj                | Rafer Johnson · Spojené státy americké (USA)                                                    | Yang Chuan-Kwang · Čínská republika (ROC)                                                         | Vasilij Kuzněcov · Sovětský svaz (URS)                                                        |

## Ženy
| Disciplína        | Zlato | Stříbro | Bronz                                                                                       |
| 100 m             | Wilma Rudolphová · Spojené státy americké (USA)                                                             | Dorothy Hymanová · Velká Británie (GBR)                                                                      | Giuseppina Leoneová · Itálie (ITA)                                                          |
| 200 m             | Wilma Rudolphová · Spojené státy americké (USA)                                                             | Jutta Heineová · Tým sjednoceného Německa (EUA)                                                              | Dorothy Hymanová · Velká Británie (GBR)                                                     |
| 800 m             | Ljudmila Ševcová · Sovětský svaz (URS)                                                                      | Brenda Jonesová · Austrálie (AUS)                                                                            | Ursula Donathová · Tým sjednoceného Německa (EUA)                                           |
| 80 metrů překážek | Irina Pressová · Sovětský svaz (URS)                                                                        | Carole Quintonová · Velká Británie (GBR)                                                                     | Gisela Birkemeyerová · Tým sjednoceného Německa (EUA)                                       |
| 4 × 100 m štafeta | Spojené státy americké (USA) · Martha Hudsonová · Lucinda Williamsová · Barbara Jonesová · Wilma Rudolphová | Tým sjednoceného Německa (EUA) · Martha Langbeinová · Anni Biechlová · Brunhilde Hendrixová · Jutta Heineová | Polsko (POL) · Teresa Wieczorek · Barbara Janiszewska · Celina Jesionowska · Halina Richter |
| Skok do dálky     | Věra Krepkinová · Sovětský svaz (URS)                                                                       | Elżbieta Krzesińská · Polsko (POL)                                                                           | Hildrun Clausová · Tým sjednoceného Německa (EUA)                                           |
| Skok do výšky     | Jolanda Balașová · Rumunsko (ROU)                                                                           | Jarosława Jóźwiakowská · Polsko (POL)                                                                        | nebyla udělena                                                                              |
| Skok do výšky     | Jolanda Balașová · Rumunsko (ROU)                                                                           | Dorothy Shirleyová · Velká Británie (GBR)                                                                    | nebyla udělena                                                                              |
| Vrh koulí         | Tamara Pressová · Sovětský svaz (URS)                                                                       | Johanna Lüttgeová · Tým sjednoceného Německa (EUA)                                                           | Earlene Brownová · Spojené státy americké (USA)                                             |
| Hod diskem        | Nina Ponomarjovová · Sovětský svaz (URS)                                                                    | Tamara Pressová · Sovětský svaz (URS)                                                                        | Lia Manoliuová · Rumunsko (ROU)                                                             |
| Hod oštěpem       | Elvīra Ozoliņa · Sovětský svaz (URS)                                                                        | Dana Zátopková · Československo (TCH)                                                                        | Birutė Kalėdienė · Sovětský svaz (URS)                                                      |

## Medailové pořadí
| Umístění | Stát                           | Zlato | Stříbro | Bronz | Celkem |
| -------- | ------------------------------ | ----- | ------- | ----- | ------ |
| 1        | Spojené státy americké (USA)   | 12    | 8       | 6     | 26     |
| 2        | Sovětský svaz (URS)            | 11    | 5       | 5     | 21     |
| 3        | Tým sjednoceného Německa (EUA) | 2     | 8       | 3     | 13     |
| 4        | Polsko (POL)                   | 2     | 2       | 3     | 7      |
| 5        | Nový Zéland (NZL)              | 2     | 0       | 1     | 3      |
| 6        | Velká Británie (GBR)           | 1     | 3       | 4     | 8      |
| 7        | Austrálie (AUS)                | 1     | 2       | 1     | 4      |
| 8        | Itálie (ITA)                   | 1     | 0       | 2     | 3      |
| 9        | Rumunsko (ROU)                 | 1     | 0       | 1     | 2      |
| 10       | Etiopie (ETH)                  | 1     | 0       | 0     | 1      |
| 11       | Maďarsko (HUN)                 | 0     | 1       | 2     | 3      |
| 12       | Francie (FRA)                  | 0     | 1       | 1     | 2      |
| 13       | Belgie (BEL)                   | 0     | 1       | 0     | 1      |
| 13       | Československo (TCH)           | 0     | 1       | 0     | 1      |
| 13       | Maroko (MAR)                   | 0     | 1       | 0     | 1      |
| 13       | Čínská republika (ROC)         | 0     | 1       | 0     | 1      |
| 13       | Švédsko (SWE)                  | 0     | 1       | 0     | 1      |
| 18       | Britská Západní Indie (BWI)    | 0     | 0       | 2     | 2      |
| 19       | Finsko (FIN)                   | 0     | 0       | 1     | 1      |
| 19       | Jihoafrická unie (RSA)         | 0     | 0       | 1     | 1      |